# Ledyard (Iowa)
Ledyard es una ciudad ubicada en el condado de Kossuth en el estado estadounidense de Iowa. En el Censo de 2010 tenía una población de 130 habitantes y una densidad poblacional de 151,64 personas por km².

## Geografía
Ledyard se encuentra ubicada en las coordenadas 43°25′14″N 94°9′31″O / 43.42056, -94.15861. Según la Oficina del Censo de los Estados Unidos, Ledyard tiene una superficie total de 0.86 km², de la cual 0.86 km² corresponden a tierra firme y (0%) 0 km² es agua.

## Demografía
Según el censo de 2010, había 130 personas residiendo en Ledyard. La densidad de población era de 151,64 hab./km². De los 130 habitantes, Ledyard estaba compuesto por el 99.23% blancos, el 0% eran afroamericanos, el 0% eran amerindios, el 0% eran asiáticos, el 0% eran isleños del Pacífico, el 0.77% eran de otras razas y el 0% pertenecían a dos o más razas. Del total de la población el 0.77% eran hispanos o latinos de cualquier raza.